# Eckerd Open 1988
Eckerd Open 1988 — жіночий тенісний турнір, що проходив на відкритих кортах з ґрунтовим покриттям у Тампі (США). Належав до турнірів 3-ї категорії в рамках Туру WTA 1988. Тривав з 28 березня до 3 квітня 1988 року. Перша сіяна Кріс Еверт здобула титул в одиночному розряді.

## Фінальна частина

### Одиночний розряд
Кріс Еверт —  Аранча Санчес 7–6(7–3), 6–4
- Для Еверт це був 1-й титул в одиночному розряді за сезон і 154-й — за кар'єру.

### Парний розряд
Террі Фелпс /  Раффаелла Реджі —  Кеммі Макгрегор /  Синтія Макгрегор 6–2, 6–4
- Для Фелпс це був єдиний титул за сезон і 1-й — за кар'єру. Для Реджі це був єдиний титул за сезон і 6-й — за кар'єру.